# Bosbessentaart

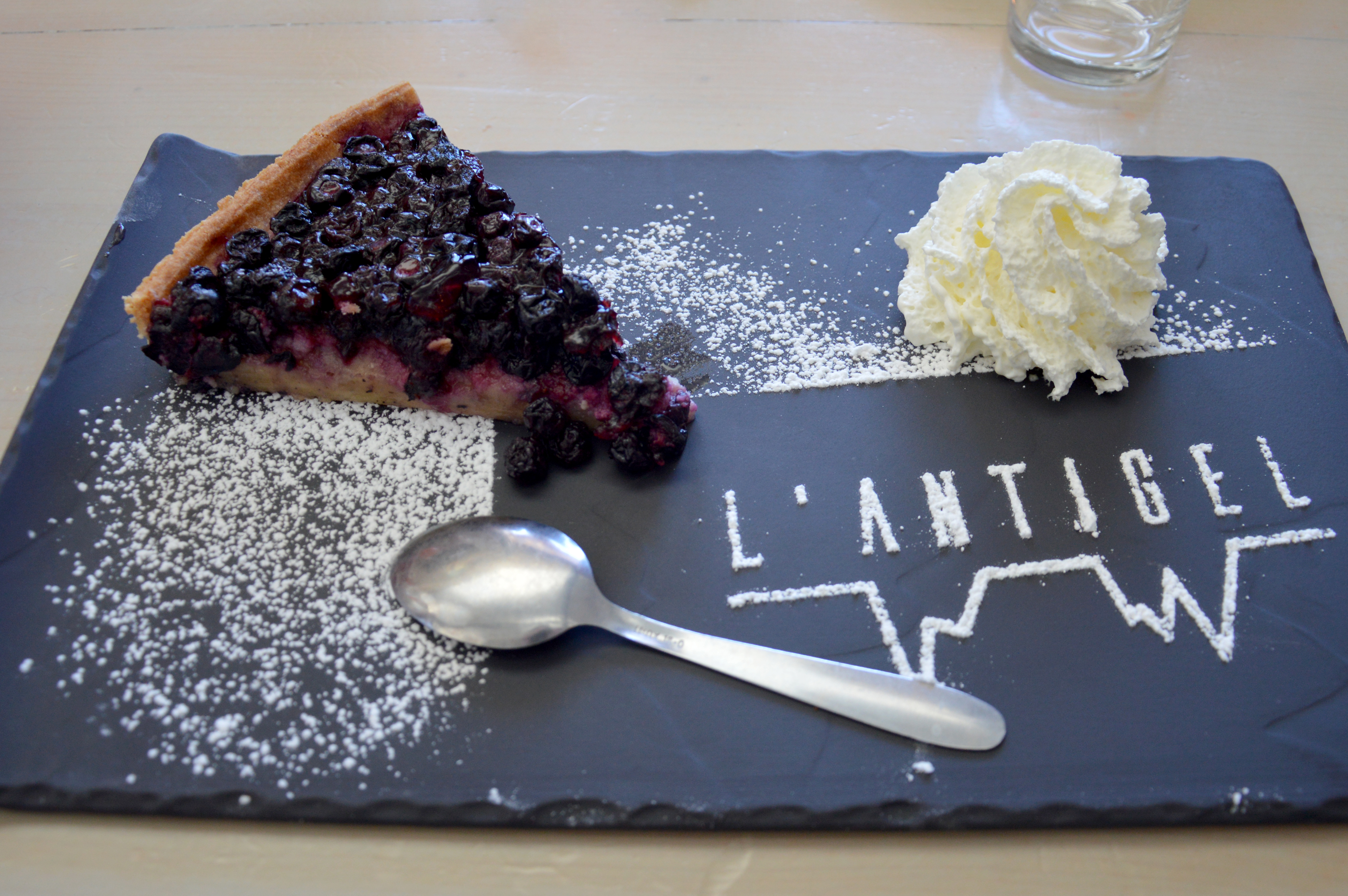
Een taartstuk Franse tarte aux myrtilles, gemaakt met blauwe bosbessen

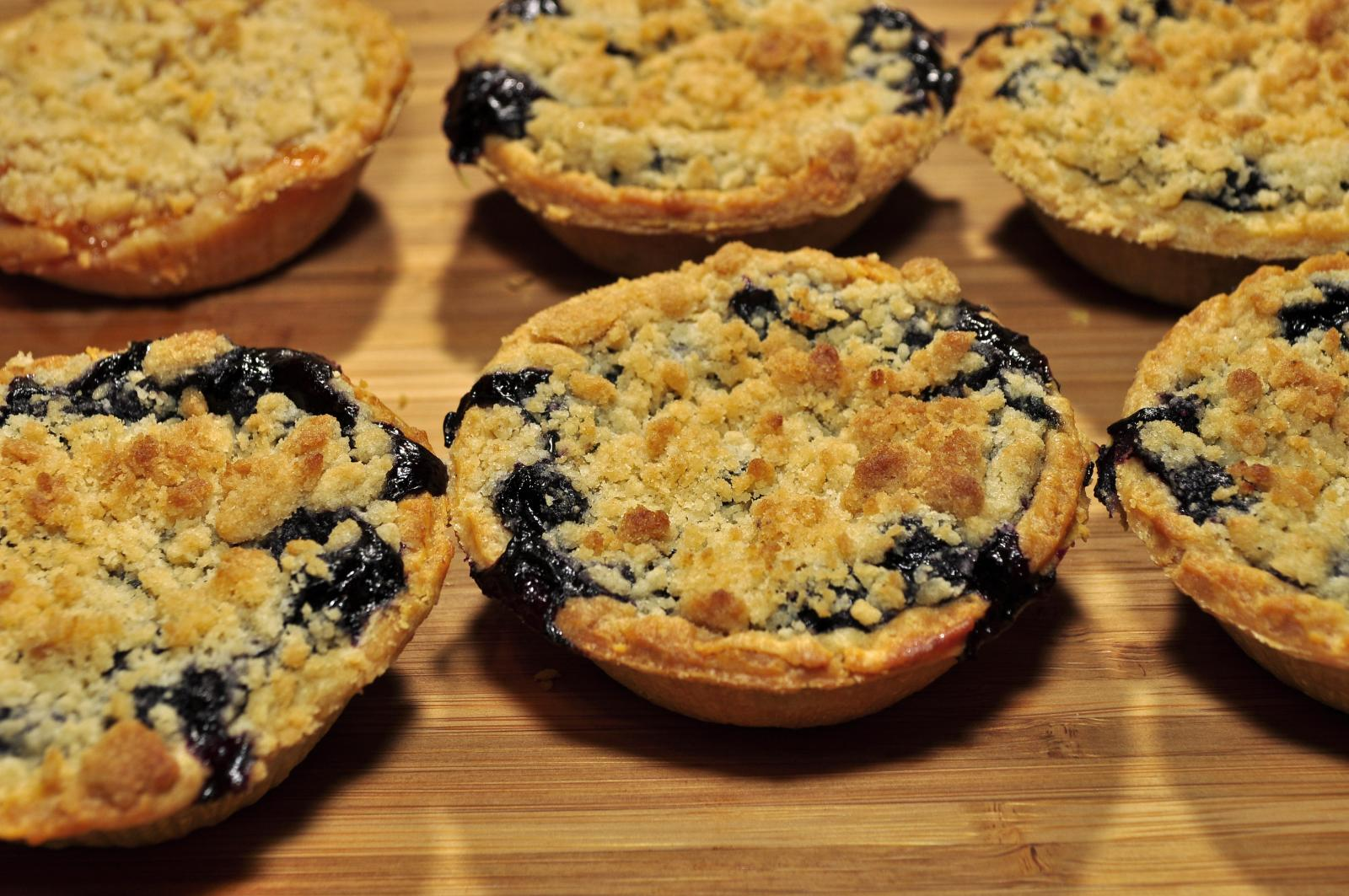
Kleine bosbessentaartjes met deegkruimels

Een bosbessentaart is een taart belegd met blauwe bessen of blauwe bosbessen. Vaak bestaat zo'n taart uit een zanddeeg of kruimeldeeg, soms met een vulling als vanillecrème waarop de bessen wordt gelegd. Soms wordt een bosbessentaart belegd met deegkruimels of een raster van deegriempjes.
In Europa wordt traditioneel gekookt met blauwe bosbessen (Vaccinium myrtillus), die voorkomen in bossen, op heide en veen en in bergachtige gebieden. In Frankrijk is een taart met blauwe bosbessen (tarte aux myrtilles) een traditioneel seizoensdessert in de heuvel- en bergachtige streken in het oosten van het land. In de Vogezen wordt ze ook tarte aux brimbelles genoemd. Ook in Finland is blauwe bosbessentaart (mustikkapiirakka) een traditioneel gebak. In Duitsland zijn recepten van Heidelbeerkuchen of Blaubeerkuchen uit de 18e eeuw bekend.
In andere streken wordt een gelijkaardige taart gemaakt met blauwe bes (Vaccinium corymbosum), die afkomstig is uit de Verenigde Staten maar intussen ook op grote schaal wordt geteeld in Europa. Blueberry pie werd voor het eerst gemaakt door Amerikaanse kolonisten en blijft een populair nagerecht in Canada en de Verenigde Staten. Het is het officiële dessert van de staat Maine.